# بنجامین (یوتا)
بنجامین (به انگلیسی: Benjamin) یک منطقهٔ مسکونی در ایالات متحده آمریکا است که در شهرستان یوتا، یوتا واقع شده‌است. بنجامین ۳۲٫۰ کیلومتر مربع مساحت و ۱٬۱۴۵ نفر جمعیت دارد و ۱٬۳۸۲ متر بالاتر از سطح دریا واقع شده‌است.